# Pierre-Antoine Lebrun
Pierre-Antoine Lebrun (Parigi, 29 novembre 1785 – Parigi, 27 maggio 1873) è stato un poeta francese.

## Vita ed opera
La sua Ode à la Grande Armée, che in seguito venne attribuita erroneamente all'omonimo poeta Écouchard Lebrun, attirò l'attenzione di Napoleone I che gli concesse una pensione di 1.200 franchi. Le opere del Lebrun, un tempo famose, sono ora dimenticate: scrisse l’Ulysse (1814), Marie Stuart (1820), che allora ebbero grande successo, e Le Cid d'Andalousie (1825).
Lebrun visitò la Grecia nel 1820, e al suo ritorno a Parigi, nel 1822, pubblicò un'ode in memoria di Napoleone che gli costò la perdita della pensione. Nel 1825 fu ospite di Walter Scott ad Abbotsford. L'incoronazione di Carlo X gli ispirò i versi de La Vallée de Champrosay.
Nel 1828 fu pubblicato il suo poemetto più importante, Le Voyage en Grèce, e quello stesso anno entrò nell'Académie Française. Durante la Rivoluzione del 1830 finì in carcere ma nel 1831 divenne direttore dell’Imprimerie Royale e ottenne, nel tempo, altre cariche fino a essere fatto senatore nel 1853.